# San José de Malcocinado
San José del Malcocinado es un núcleo de población, tiene una población de 1050 habitantes y se encuentra a una altitud de 80 m s. n. m. Se sitúa a una distancia de 5 km de Benalup-Casas Viejas y a 20 km de Medina Sidonia.
Su origen se encuentra dentro de la Reforma Agraria implementada durante la Segunda República a manos de 40 colonos que llegaron a estas tierras con el objetivo de llevar a cabo el trabajo de las tierras comunales. De manera coloquial, esta población es conocida como "La Yeguada", debido a su uso como acuartelamiento de yeguas militares.
Destaca su ermita de San Isidro Labrador, que contiene la imagen de "San Isidro Labrador" y "La Inmaculada Concepción". El 15 de mayo, se celebran las Fiestas y Romerías en honor a su patrón San Isidro Labrador.

## Gastronomía
- Venado
- Rabo de toro
- Conejo
- Perdiz
- Guiso de tagarninas
- Faisán
- Pestiño

## Fiestas
- Carnaval. Fiesta al estilo gaditano, se celebra en febrero o marzo.
- Semana Santa. A finales de marzo o a principio de abril.
- Romería en Honor a San Isidro Labrador. Romería en honor a San Isidro Labrador, se celebra en el mes de mayo.